# International Students of History Association
L'International Students of History Association (ISHA) è un'organizzazione internazionale non governativa di studenti di storia. Basato e attivo principalmente in Europa, gli obiettivi di ISHA sono facilitare la comunicazione e fornire una piattaforma di scambio per studenti di storia e scienze correlate a livello internazionale.
ISHA è stata fondata a Budapest nel maggio 1990 grazie all'iniziativa di studenti di storia ungheresi che, dopo la caduta della cortina di ferro, volevano stringere legami con i loro colleghi dell'Europa occidentale . Attualmente, i membri dell'ISHA comprendono più di 25 sezioni in quindici paesi europei e un certo numero di osservatori e membri associati, mentre ISHA è essa stessa un membro associato dell'Unione degli studenti europei (ESU). Inoltre, ISHA collabora strettamente con una serie di altre reti accademiche, tra cui la rete di storici preoccupati, la rete di storia europea e EUROCLIO, l'Associazione europea degli insegnanti di storia.

## Attività
Durante tutto l'anno accademico, le varie sezioni dei membri organizzano a turno diversi seminari e una conferenza annuale. Questi eventi di solito durano da cinque a sette giorni e si svolgono con da trenta a cinquanta (nel caso della conferenza annuale, fino a un centinaio) studenti partecipanti provenienti da tutta Europa. Comprendono workshop, dibattiti, conferenze e presentazioni su vari argomenti, ma offrono anche un programma culturale con visite ed escursioni. Ulteriori attività ricreative e serali hanno lo scopo di fornire opportunità più informali ai partecipanti di incontrarsi e quindi ampliare le loro comprensioni interculturali.

### Conferenze passate[7][8]
| Year | City         | Country            | Title                                                                                |
| ---- | ------------ | ------------------ | ------------------------------------------------------------------------------------ |
| 1990 | Budapest     | Ungheria           | The European Paradigm                                                                |
| 1991 | Pécs         | Ungheria           | People on the move: Migration                                                        |
| 1992 | Helsinki     | Finlandia          | Gender and History                                                                   |
| 1993 | Tours        | Francia            | What does it mean to be Europe                                                       |
| 1994 | Utrecht      | Holanda            | History of Daily Life                                                                |
| 1995 | Mainz        | Francia            | History and Propaganda                                                               |
| 1996 | Vienna       | Austria            | Man and Nature                                                                       |
| 1997 | Wroclaw      | Polonia            | Religion and History                                                                 |
| 1998 | Helsinki     | Finlandia          | Revolution!?                                                                         |
| 1999 | Heidelberg   | Germania           | Enemies and Feinbilder                                                               |
| 2000 | Zagreb       | Croazia            | The 20th Century                                                                     |
| 2001 | Vilnius      | Lituania           | Minorities                                                                           |
| 2002 | Nijmegen     | Holanda            | Expanding Horizons                                                                   |
| 2003 | Helsinki     | Finlandia          | Who owns the Past?                                                                   |
| 2004 | Pula         | Croazia            | Trade and Communication                                                              |
| 2005 | Ohrid        | Macedonia          | Religion in History                                                                  |
| 2006 | Utrecht      | Paesi Bassi        | Ideologies through History                                                           |
| 2007 | Turku        | Finlandia          | Popular culture and History                                                          |
| 2008 | Delft        | Paesi Bassi        | Facets of power                                                                      |
| 2009 | Zagreb       | Croazia            | Turning points in History                                                            |
| 2010 | Helsinki     | Finlandia          | Integration throughout History                                                       |
| 2011 | Pula         | Croazia            | East and West: Bridging the Differences                                              |
| 2012 | Jena         | Germania           | Identities in Transition                                                             |
| 2013 | Leuven       | Belgio             | Migrations                                                                           |
| 2014 | Budapest     | Ungheria           | Images of the Other: Relations between Western and Central-Eastern Europe in History |
| 2015 | Bucharest    | Romenia            | Local vs Global: A Transnational Perspective on History                              |
| 2016 | Canterbury   | Inghilterra        | Sensing the Past: A Sensory Perception of History                                    |
| 2017 | Eger         | Ungheria           | Religion and History                                                                 |
| 2018 | Maribor/Graz | Slovenia / Austria | Work in Progress: Modernisation of History                                           |
| 2019 | Budapest     | Ungheria           | Recycling History                                                                    |
| 2020 | Ghent        | Belgio             | Power Structures, Colonialism & Imperialism throughout History                       |
| 2021 | Pula         | Croazia            | Anti-Fascism                                                                         |

Nel 2009-10, ISHA ha preso parte al progetto "Connecting Europe through History – Experiences and Perceptions of Migration in Europe", insieme a EUROCLIO e The Europaeum, un'organizzazione di dieci importanti università europee.
Nel 2016-17, ISHA ha preso parte al progetto finanziato dall'UE "Learning a History that is 'not yet History'", insieme a EUROCLIO e molti altri partner. L'evento finale (un dibattito pubblico) si è svolto nella Casa della storia europea di recente apertura a Bruxelles.
In 2018, ISHA ha collaborato con l'International Association of Physics Students (IAPS) in una serie di conferenze denominate HyPe (HistorY and Physics Experience), che si sono svolte a Bologna, in Italia .

## Carnival
Dal 1999 ISHA pubblica la propria rivista, Carnival, in cui gli studenti possono pubblicare articoli propri. Carnival è una pubblicazione annuale ed è aperta ai contributi di tutti gli studenti di storia e scienze correlate (non solo membri ISHA). Gli articoli sono sottoposti a revisione paritaria da parte di un team di dottorandi.

## Struttura
ISHA ha un elenco di funzionari che vengono eletti ogni anno. Includono il Consiglio Internazionale (International Board o IB), con un Presidente, uno o due Vicepresidenti, un Segretario e un Tesoriere. Oltre a loro, ci sono un Webmaster, un Archivista (gli archivi ufficiali dell'ISHA si trovano a Leuven, in Belgio) e un Redattore per Carnival, e un certo numero di membri del Consiglio (Council). I funzionari sono eletti dall'Assemblea Generale (General Assembly o GA), alla quale ogni sezione ISHA può inviare un delegato.

## Elenco delle sezioni correnti (a partire dal 2019)
| Paese              | Sezioni                                      |
| ------------------ | -------------------------------------------- |
| Argentina          | San Miguel de Tucumán                        |
| Austria            | Graz, Vienna                                 |
| Belgio             | Bruxelles, Gand, Lovanio                     |
| Bosnia-Erzegovina  | Mostar, Sarajevo                             |
| Brasile            | Rio de Janeiro                               |
| Bulgaria           | Blagoevgrad, Sofia                           |
| Chile              | Santiago del Cile                            |
| Colombia           | Bogotá, Medellín                             |
| Croazia            | Osijek, Pola, Fiume, Spalato, Zara, Zagabria |
| Cipro              | Nicosia                                      |
| Repubblica Ceca    | Praga, Olomouc                               |
| Finlandia          | Helsinki, Turku                              |
| Germania           | Berlino, Erfurt, Heidelberg, Jena, Marburgo  |
| Grecia             | Salonicco                                    |
| Ungheria           | Budapest, Eger                               |
| Italia             | Bologna, Milano, Pisa, Roma, Trieste         |
| Lituania           | Vilnius                                      |
| Paesi Bassi        | Leida, Nimega                                |
| Nigeria            | Ile Ife                                      |
| Macedonia del Nord | Skopje                                       |
| Polonia            | Łódź, Poznań, Varsavia                       |
| Romania            | Bucarest                                     |
| Russia             | Kaliningrad, Mosca                           |
| Serbia             | Belgrado, Novi Sad                           |
| Slovenia           | Lubiana, Maribor, Capodistria                |
| Spagna             | Bilbao, Madrid                               |
| Svizzera           | Losanna, Lugano                              |
| Turchia            | Ankara, Istanbul, Zonguldak                  |
| Regno Unito        | Kent (Canterbury), Manchester                |